# Moon River
«Moon River» (с англ. — «Лунная река») — песня Генри Манчини на слова Джонни Мерсера, написанная в 1961 году. Она была исполнена Одри Хепбёрн в фильме «Завтрак у Тиффани» (1961) и была удостоена премии «Оскар» за лучшую песню к фильму (1962), премии «Грэмми» за лучшую запись года (1962) и премии «Грэмми» за лучшую песню года (1962).

## История создания
Мерсер и Манчини написали эту песню специально для Одри Хепбёрн, с расчётом на её не очень сильные, но довольно приятные вокальные данные. Первоначально текст песни начинался так: «I’m Holly, like I want to be / like Holly on a tree back home…», однако позже текст был изменён. Хотя фильм начинается с этой музыкальной темы, стихи на песню впервые звучат в сцене, где Пол «Фред» Варжак (персонаж в исполнении Джорджа Пеппарда), обнаруживает Холли Голайтли (героиню Одри Хепбёрн), с гитарой в руках, поющую «Moon river» на пожарной лестнице.
Появление строчки «Huckleberry friend» (что можно перевести, как «задушевный» или, дословно, «черничный» друг) Джонни Мерсер прокомментировал в интервью с Терри Гроссом на Национальном радио в шоу «Fresh Air»: в детстве Мерсер с друзьями ходили собирать чернику у реки — автор поясняет, что это ностальгическое мгновенье он увековечил в тексте легендарной песни.
Сам Мерсер считал, что строчка «Huckleberry friend» восходит к герою повестей Марка Твена — Гекльберри Финну. Издатель критиковал песню, потому что не мог понять, что означает слово «Huckleberry».
В один из моментов съёмок картины, предполагалось, что сцену с исполнением песни вырежут из прокатной версии фильма, на что последовала незамедлительная реакция Одри Хепбёрн: «Только через мой труп!». Свидетели этого разговора утверждают, что во время объяснения с продюсерами Paramount Pictures актриса использовала более сильные выражения.
Как бы то ни было, песня в исполнении актрисы не была включена в оригинальный саундтрек фильма, хотя музыкальная тема была выпущена синглом и даже вошла в список 40 главных хитов года. Уже позднее в 1993 году, уже после смерти Хепбёрн, всего лишь месяц спустя, был выпущен альбом с записью под названием «Music from the Films of Audrey Hepburn».

## Кавер-версии
Позже удачную запись песни сделал Энди Уильямс. Много других артистов, включая Фрэнка Синатру, Луи Армстронга, Перри Комо, Пола Анку, Сару Вон, Сару Брайтман, Эрту Китт, Джуди Гарленд, Брэдли Джозефа, Барбру Стрейзанд, Элтона Джона, Morrissey, R.E.M., Андреа Росс, Джона Барроумана, Эйди Горме, Пола Потса, Елену Камбурову, Кристиана Костова, Святослава Вакарчука, Джейкоба Кольер, Фрэнка Оушена, российскую арт-группу «Сопрано 10», также исполняли песню. Но несмотря на успех Уильямса и других певцов и групп, многие считают простое исполнение Хепбёрн лучшим.